# Ellen Axson Wilson

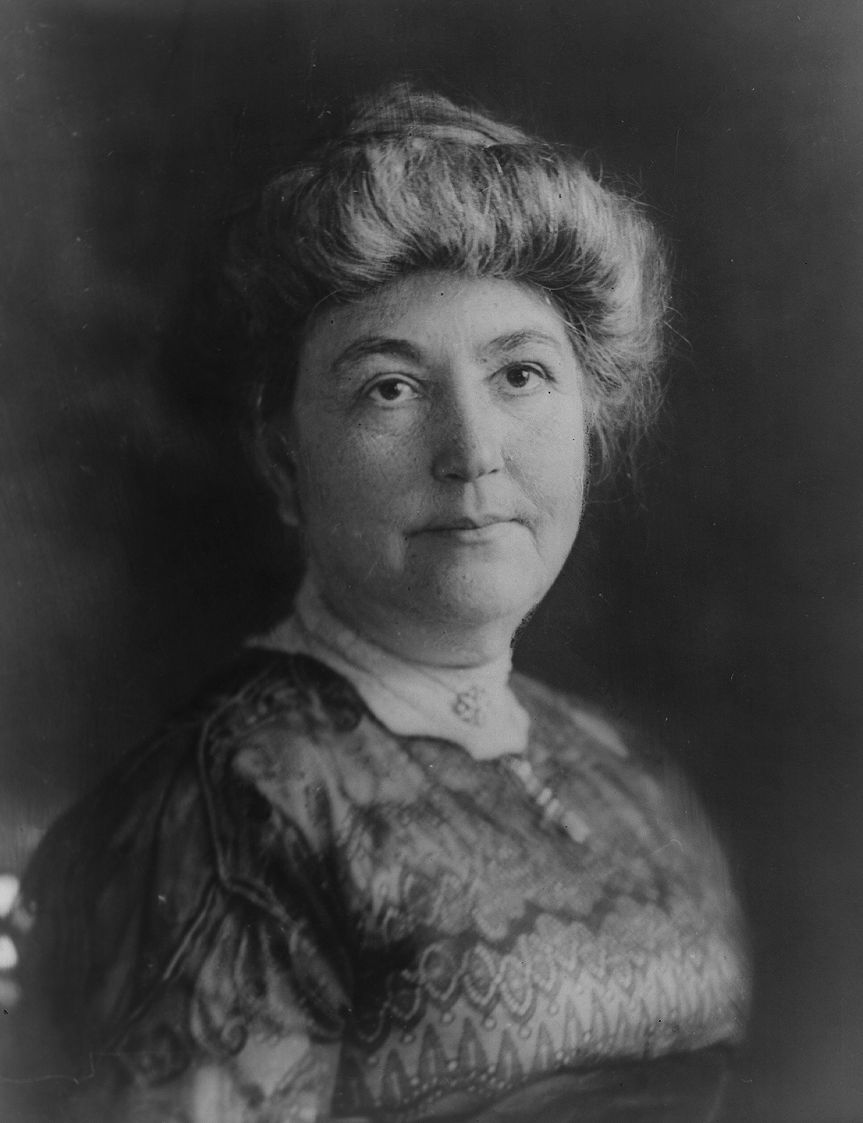
Ellen Wilson

Ellen Axson Wilson ( Savannah, 15 de maio de 1860 - Rome, 6 de agosto de 1914) foi a primeira esposa do presidente americano Woodrow Wilson, que governou os Estados Unidos da América entre 1913 e 1921. Morreu durante o primeiro mandato do marido, em 1914.